# Campionati europei di canoa polo
I campionati europei di canoa polo sono il massimo torneo di canoa polo per squadre nazionali europee, organizzati con cadenza biennale dalla European Canoe Association.
La prima edizione del torneo risale al 1993 e venne disputata a Sheffield, nel Regno Unito.
Il format prevede la disputa di un torneo maschile e uno femminile, a livello sia senior che Under-21.

## Albo d'oro
| Anno | Sede                    | Podio         | Podio         | Podio         | Podio         | Podio         | Podio         |
| Anno | Sede                    | Maschile      | Maschile      | Maschile      | Femminile     | Femminile     | Femminile     |
| Anno | Sede                    | Oro           | Argento       | Bronzo        | Oro           | Argento       | Bronzo        |
| ---- | ----------------------- | ------------- | ------------- | ------------- | ------------- | ------------- | ------------- |
| 1993 | Sheffield               | Germania      | Gran Bretagna | Francia       | Germania      | Gran Bretagna | Francia       |
| 1995 | Roma                    | Gran Bretagna | Francia       | Paesi Bassi   | Germania      | Gran Bretagna | Francia       |
| 1997 | Essen                   | Francia       | Gran Bretagna | Italia        | Gran Bretagna | Francia       | Germania      |
| 1999 | Malines                 | Francia       | Gran Bretagna | Italia        | Germania      | Gran Bretagna | Francia       |
| 2001 | Bydgoszcz               | Germania      | Gran Bretagna | Paesi Bassi   | Gran Bretagna | Germania      | Francia       |
| 2003 | Kilcock                 | Paesi Bassi   | Germania      | Gran Bretagna | Germania      | Francia       | Gran Bretagna |
| 2005 | Madrid                  | Germania      | Gran Bretagna | Paesi Bassi   | Gran Bretagna | Germania      | Francia       |
| 2007 | Thury-Harcourt          | Paesi Bassi   | Germania      | Francia       | Germania      | Francia       | Gran Bretagna |
| 2009 | Essen                   | Italia        | Germania      | Gran Bretagna | Gran Bretagna | Paesi Bassi   | Francia       |
| 2011 | Madrid                  | Francia       | Germania      | Gran Bretagna | Gran Bretagna | Francia       | Germania      |
| 2013 | Poznań                  | Germania      | Italia        | Spagna        | Germania      | Gran Bretagna | Paesi Bassi   |
| 2015 | Essen                   | Germania      | Italia        | Francia       | Germania      | Francia       | Paesi Bassi   |
| 2017 | Saint-Omer              | Spagna        | Germania      | Italia        | Germania      | Francia       | Svizzera      |
| 2019 | Coimbra                 | Germania      | Gran Bretagna | Italia        | Gran Bretagna | Germania      | Italia        |
| 2021 | Catania                 | Germania      | Francia       | Italia        | Francia       | Paesi Bassi   | Italia        |
| 2023 | Brandeburgo sulla Havel |               |               |               |               |               |               |

## Medagliere

### Senior
Maschile
| Posizione | Paese         | Oro | Argento | Bronzo | Totale |
| --------- | ------------- | --- | ------- | ------ | ------ |
| 1         | Germania      | 7   | 5       | 0      | 12     |
| 2         | Francia       | 3   | 2       | 3      | 8      |
| 3         | Paesi Bassi   | 2   | 0       | 3      | 5      |
| 4         | Gran Bretagna | 1   | 6       | 3      | 10     |
| 5         | Italia        | 1   | 2       | 5      | 8      |
| 6         | Spagna        | 1   | 0       | 1      | 2      |

Femminile
| Posizione | Paese         | Oro | Argento | Bronzo | Totale |
| --------- | ------------- | --- | ------- | ------ | ------ |
| 1         | Gran Bretagna | 7   | 2       | 2      | 11     |
| 2         | Germania      | 6   | 4       | 2      | 12     |
| 3         | Francia       | 1   | 6       | 5      | 12     |
| 4         | Paesi Bassi   | 0   | 2       | 2      | 4      |
| 5         | Italia        | 0   | 0       | 2      | 2      |
| 6         | Svizzera      | 0   | 0       | 1      | 1      |

Generale
| Posizione | Paese         | Oro | Argento | Bronzo | Totale |
| --------- | ------------- | --- | ------- | ------ | ------ |
| 1         | Germania      | 13  | 9       | 2      | 24     |
| 2         | Gran Bretagna | 8   | 8       | 5      | 21     |
| 3         | Francia       | 4   | 8       | 8      | 20     |
| 4         | Paesi Bassi   | 2   | 2       | 5      | 9      |
| 5         | Italia        | 1   | 2       | 7      | 10     |
| 6         | Spagna        | 1   | 0       | 1      | 2      |
| 7         | Svizzera      | 0   | 0       | 1      | 1      |

### Under-21
Maschile
| Posizione | Paese         | Oro | Argento | Bronzo | Totale |
| --------- | ------------- | --- | ------- | ------ | ------ |
| 1         | Francia       | 6   | 2       | 0      | 8      |
| 2         | Germania      | 3   | 5       | 1      | 9      |
| 3         | Spagna        | 1   | 1       | 1      | 3      |
| 4         | Gran Bretagna | 1   | 0       | 0      | 1      |
| 5         | Paesi Bassi   | 0   | 1       | 2      | 3      |
| 6         | Italia        | 0   | 1       | 1      | 2      |
| 7         | Danimarca     | 0   | 1       | 0      | 1      |
| 8         | Polonia       | 0   | 0       | 3      | 3      |
| 9         | Irlanda       | 0   | 0       | 1      | 1      |
| 9         | Russia        | 0   | 0       | 1      | 1      |
| 9         | Svizzera      | 0   | 0       | 1      | 1      |

Femminile
| Posizione | Paese         | Oro | Argento | Bronzo | Totale |
| --------- | ------------- | --- | ------- | ------ | ------ |
| 1         | Germania      | 9   | 0       | 1      | 10     |
| 2         | Francia       | 1   | 4       | 3      | 7      |
| 3         | Polonia       | 0   | 4       | 1      | 5      |
| 4         | Gran Bretagna | 0   | 2       | 3      | 5      |
| 5         | Belgio        | 0   | 0       | 1      | 1      |
| 5         | Italia        | 0   | 0       | 1      | 1      |

Generale
| Posizione | Paese         | Oro | Argento | Bronzo | Totale |
| --------- | ------------- | --- | ------- | ------ | ------ |
| 1         | Germania      | 12  | 5       | 2      | 19     |
| 2         | Francia       | 7   | 6       | 3      | 16     |
| 3         | Gran Bretagna | 1   | 2       | 3      | 6      |
| 4         | Spagna        | 1   | 1       | 1      | 3      |
| 5         | Polonia       | 0   | 4       | 4      | 8      |
| 6         | Italia        | 0   | 1       | 2      | 3      |
| 6         | Paesi Bassi   | 0   | 1       | 2      | 3      |
| 8         | Danimarca     | 0   | 1       | 0      | 1      |
| 9         | Belgio        | 0   | 0       | 1      | 1      |
| 9         | Irlanda       | 0   | 0       | 1      | 1      |
| 9         | Russia        | 0   | 0       | 1      | 1      |
| 9         | Svizzera      | 0   | 0       | 1      | 1      |

### Complessivo
Maschile
| Posizione | Paese         | Oro | Argento | Bronzo | Totale |
| --------- | ------------- | --- | ------- | ------ | ------ |
| 1         | Germania      | 10  | 10      | 1      | 21     |
| 2         | Francia       | 9   | 4       | 3      | 16     |
| 3         | Gran Bretagna | 2   | 6       | 3      | 11     |
| 4         | Paesi Bassi   | 2   | 1       | 5      | 8      |
| 5         | Spagna        | 2   | 1       | 2      | 5      |
| 6         | Italia        | 1   | 7       | 4      | 12     |
| 7         | Danimarca     | 0   | 1       | 0      | 1      |
| 8         | Polonia       | 0   | 0       | 3      | 3      |
| 9         | Irlanda       | 0   | 0       | 1      | 1      |
| 9         | Russia        | 0   | 0       | 1      | 1      |
| 9         | Svizzera      | 0   | 0       | 1      | 1      |

Femminile
| Posizione | Paese         | Oro | Argento | Bronzo | Totale |
| --------- | ------------- | --- | ------- | ------ | ------ |
| 1         | Germania      | 15  | 4       | 3      | 22     |
| 2         | Gran Bretagna | 7   | 4       | 5      | 16     |
| 3         | Francia       | 2   | 10      | 8      | 20     |
| 4         | Polonia       | 0   | 4       | 1      | 5      |
| 5         | Paesi Bassi   | 0   | 2       | 2      | 6      |
| 6         | Italia        | 0   | 0       | 3      | 3      |
| 7         | Belgio        | 0   | 0       | 1      | 1      |
| 7         | Svizzera      | 0   | 0       | 1      | 1      |

Generale
| Posizione | Paese         | Oro | Argento | Bronzo | Totale |
| --------- | ------------- | --- | ------- | ------ | ------ |
| 1         | Germania      | 25  | 14      | 4      | 43     |
| 2         | Francia       | 11  | 14      | 11     | 36     |
| 3         | Gran Bretagna | 9   | 10      | 8      | 27     |
| 4         | Paesi Bassi   | 2   | 3       | 7      | 12     |
| 5         | Spagna        | 2   | 1       | 2      | 5      |
| 6         | Italia        | 1   | 7       | 7      | 15     |
| 7         | Polonia       | 0   | 4       | 4      | 8      |
| 8         | Danimarca     | 0   | 1       | 0      | 1      |
| 9         | Svizzera      | 0   | 0       | 2      | 2      |
| 9         | Belgio        | 0   | 0       | 1      | 1      |
| 9         | Irlanda       | 0   | 0       | 1      | 1      |
| 9         | Russia        | 0   | 0       | 1      | 1      |